# Platysaurus maculatus
Espèce
Platysaurus maculatus est une espèce de sauriens de la famille des Cordylidae.

## Répartition
Cette espèce est endémique du Mozambique.

## Liste des sous-espèces
Selon The Reptile Database (30 juin 2012) :
- Platysaurus maculatus lineicauda Broadley, 1965
- Platysaurus maculatus maculatus Broadley, 1965

## Publication originale
- Broadley, 1965 : A new species of Platysaurus from northern Mozambique. Arnoldia (Rhodesia), vol. 1, n. 33, p. 1-4.